# Lídio Lunardi
Lídio Lunardi (Belo Horizonte, 22 de fevereiro de 1907 — Rio de Janeiro, 28 de dezembro de 1984) foi um empresário brasileiro.
Fez seus primeiros estudos na Itália, onde morou até os oito anos. De volta ao Brasil, frequentou o curso comercial e começou a trabalhar na indústria paterna, Lunardi Filhos Limitada, cuja direção assumiu mais tarde junto com o irmão.
Presidiu o Sindicato da Indústria de Ladrilhos Hidráulicos e Produtores de Cimento de Belo Horizonte e o Sindicato da Indústria de Mármores e Granitos, antes de assumir a presidência da Federação das Indústrias do Estado de Minas Gerais (FIEMG), por dois mandatos consecutivos. Presidiu também a Confederação Nacional da Indústria (CNI) no período de 1956 a 1961.

## Referência
- SENAI.DN. Histórias e percursos; o Departamento Nacional do SENAI (1942-2002). Brasília, 2002. 108p. ISBN 85-7519-045-8